# Maria Guinot
Maria Adelaide Fernandes Guinot Moreno (Barreiro, 20 de junio de 1945-Parede, 3 de noviembre de 2018) fue una cantante y pianista portuguesa, conocida por su participación en el Festival de la Canción de Eurovisión 1984.

## Biografía
Guinot lanzó dos EP, La mère sans enfant y Balada do negro só a finales de la década de 1960, tras lo que abandonó la industria musical durante años. Volvió en 1981 con la canción, "Um adeus, um recomeço", en el Festival RTP da Canção, donde acabó en tercera posición. Se segunda participación en el Festival RTP da Canção tuvo lugar en 1984, siendo su canción "Silêncio e tanta gente" ("Silencio y tanta gente") la vencedora.  Guinot participó, por tanto en el Festival de la Canción de Eurovisión 1984, celebrado en Luxemburgo el 5 de mayo. "Silêncio e tanta gente", una balada interpretada por Guinot al piano, fue la que cerró el festival, finalizando en la 11.ª posición de un total de 19 participantes.
Tras su aparición en el Festival de Eurovisión, Guinot continuó actuando y componiendo. Lanzó tres álbumes, y colaboró a menudo en proyectos con otros artistas.

## Álbumes
- 1987: Esta palavra mulher
- 1991: Maria Guinot
- 2004: Tudo passa